# Diogo Gonçalves
Diogo António Cupido Gonçalves (Almodôvar, 6 februari 1997) is een Portugees voetballer die doorgaans speelt als linksbuiten. In augustus 2024 verruilde hij FC Kopenhagen voor Real Salt Lake.

## Clubcarrière
Gonçalves speelde in de jeugd van Almodôvar, Ferreiras en kwam in 2008 terecht in de opleiding van Benfica. Zijn debuut in de hoofdmacht maakte de vleugelspeler op 9 augustus 2017, toen met 3–1 werd gewonnen van Sporting Braga. Haris Seferović, Jonas en Eduardo Salvio zorgden voor de Benfica-doelpunten en Koka scoorde tegen. Gonçalves begon op de reservebank maar coach Rui Vitória liet hem in de blessuretijd invallen voor Franco Cervi. In de zomer van 2018 werd de Portugees voor één seizoen op huurbasis overgenomen door Nottingham Forest, dat tevens een optie tot koop bedong. Het jaar erop bracht hij door op huurbasis bij Famalicão.
In januari 2023 verliet Gonçalves Benfica definitief, toen hij voor vierenhalf jaar tekende bij FC Kopenhagen. Na veertien competitiedoelpunten in ruim anderhalf jaar werd Gonçalves in augustus 2024 voor een bedrag van circa drie miljoen euro werd overgenomen door Real Salt Lake. In de Verenigde Staten tekende de Portugees voor tweeënhalf jaar, met een optie op twee seizoenen extra.

## Clubstatistieken
| Seizoen | Club                | Competitie          | Competitie | Competitie | Beker | Beker | Internationaal | Internationaal | Totaal | Totaal |
| Seizoen | Club                | Competitie          | Wed.       | Dlp.       | Wed.  | Dlp.  | Wed.           | Dlp.           | Wed.   | Dlp.   |
| ------- | ------------------- | ------------------- | ---------- | ---------- | ----- | ----- | -------------- | -------------- | ------ | ------ |
| 2017/18 | Benfica             | Primeira Liga       | 7          | 0          | 1     | 0     | 4              | 0              | 12     | 0      |
| 2018/19 | → Nottingham Forest | Championship        | 7          | 0          | 3     | 0     | —              | —              | 10     | 0      |
| 2019/20 | → Famalicão         | Primeira Liga       | 27         | 5          | 6     | 2     | —              | —              | 33     | 7      |
| 2020/21 | Benfica             | Primeira Liga       | 21         | 1          | 5     | 0     | 5              | 1              | 31     | 2      |
| 2021/22 | Benfica             | Primeira Liga       | 14         | 0          | 3     | 0     | 5              | 0              | 22     | 0      |
| 2022/23 | Benfica             | Primeira Liga       | 10         | 0          | 4     | 0     | 6              | 1              | 20     | 1      |
| 2022/23 | FC Kopenhagen       | Superligaen         | 14         | 5          | 4     | 3     | —              | —              | 18     | 8      |
| 2023/24 | FC Kopenhagen       | Superligaen         | 22         | 8          | 2     | 0     | 13             | 3              | 37     | 11     |
| 2024/25 | FC Kopenhagen       | Superligaen         | 2          | 1          | 0     | 0     | 0              | 0              | 2      | 1      |
| 2024    | Real Salt Lake      | Major League Soccer | 0          | 0          | 0     | 0     | —              | —              | 0      | 0      |
| Totaal  | Totaal              | Totaal              | 124        | 20         | 28    | 5     | 33             | 5              | 185    | 30     |

Bijgewerkt op 13 augustus 2024.

## Erelijst
| Superligaen | 1 | 2022/23 |
| DBU Pokalen | 1 | 2022/23 |